# Elisabeth Emundts-Draeger
Elisabeth Emundts-Draeger (Pseudonym für Elisabeth Emundts; * 21. Juni 1898 in Köln-Deutz als Elisabeth Draeger; † 7. Mai 1987 in Bensberg) war eine deutsche Schriftstellerin.

## Leben
Elisabeth Emundts-Draeger lebte in Köln, später in Bensberg-Refrath. Sie war Mitglied der GEDOK in Köln. Ihr Werk besteht vorwiegend aus Gedichten; daneben verfasste sie erzählende Prosa. Sie liegt auf dem Flittarder Friedhof (Flur 23) im Grab der Familie Roggendorf begraben, da ihre Tochter mit dem Kölner Lyriker Heinrich Roggendorf verheiratet war.

## Werke
- Von Mensch zu Mensch, Darmstadt 1936
- Die ewigen Mütter. Erbgut deutsches Schrifttums Nr. 225, Saarlautern 1939 (und 1955 bei Verlag der hessischen Lesebuch-Stiftung)
- In uns das Gesetz, Aloys-Henn-Verlag, Ratingen 1939
- Die ewigen Gipfel,  Aloys-Henn-Verlag, Ratingen 1942
- Nach innen geht der Weg, Hoffmann & Campe, Hamburg 1948
- Im Rosenkranz, Ratingen bei Düsseldorf 1955
- Blumengedichte. Der Karlsruher Bote, Karlsruhe, 1968
- Unendliches Herz. Gedichte für Ernst Barlach. E. W. Müssener Verlag, Köln 1970
- Wo Mensch? Wo Gott? Lahn-Verlag, Limburg 1975
- Die Empfangenden. Ein Zyklus. Selbstverlag 1977
- Am Abend eine Harfe, Köln 1978
- Rose und Adler. Späte Gedichte 1979–1981, Wulff, Dortmund 1982
- Sing dein Weh, Köln 1985
- (zusammen mit Roland Schmitz; Dieter Christian Ochs) Begegnungen. Gedichte ums Altsein. Eigenverlag, herausgegeben vom Landkreis Saarlouis im Rahmen der Senioren-Kulturarbeit [Saarlouis] o. J.